# نام تيهيون
نام تيهيون هو مغني وو كاتب وملحن وممثل، عضو سابق في فرقة وينر وقام بإنتاج وكتابة العديد من أغاني الفرقة.

## الحياة والمهنة
قبل الترسيم في فرقة وينر، كان نام تيهيون راقص خلفي في. حفل YG family concert 2011، شارك في البرنامج الواقعي WIN Who Is Next سنة 2013 ك متدرب في تيم A ، وهو الفريق الذي أصبح وينر. في ديسمبر شارك في برنامج وينر الواقعي winner TV الذي عرض على قناة Mnet .
تيهيون شارك بإنتاج الألبوم الأول، 2014 S/S ، الذي أصدر في أغسطس 2014 .
قام ب إنتاج 3 اغاني من الألبوم من ضمنها أغنيته المنفرده Confession . تصدر الألبوم عدة مخططات منها مخطط البيلبورد العالمي. نام تيهيون وبقية الأعضاء ظهروا في برامج ك ويكلي ايدول وسكيتشبوك اثناء فترة ترويج الألبوم.
في 2015 بينما كانت الفرقة في فترة توقف، نام تيهيون صنع ظهوره الأول في مجال التمثيل في دراما الويب Midnight Girl . في نفس السنة مثل ك ممثل داعم في دراما Late Night Restaurant

### 2016 ألبوم Exit E , برنامج مدرسة التمثيل، ومغادرة فرقة وينر
في يناير 2016، أصدر السينقل Pricked (사랑가시) ب التعاون مع مينو ك بداية لألبوم وينر Exit : E
الأغنية احتلت المركز #1 في iTunes في تسعة دول من ضمنها سينغافورة، تايلند.
.
من بعد 18 شهر من التوقف، ألبوم وينر Exit : E أصدر في 1 فبراير. الألبوم يحتوي 5 أغاني من ضمنها Pricked , والأغنيتين الرئيسيتين" Baby Baby " و" Sentimental ".
نام تيهيون لعب دور كبير في إنتاج الأغاني الرئيسية وايضا اغنيته المنفرده" I'm Young "، عند إصدار الالبوم Baby Baby و Sentimental تصدروا 8 مخططات في كوريا منها مخطط ميلون ونيڤر وامنت.
الألبوم المصغر تصدر مخطط الأيتونز في 11 دولة منها هونق كونق وسينغافورة والفلبين.
تم الثناء على Baby Baby من قبل مستخدمين الإنترنت ل لحنها المميز من نوع البلوز ولإستخدام لحن 6/8، اغلبية الأغاني تستخدم لحن 4/4 . الاغنية وصفت ب المميزة والفريدة.
نام تيهيون قام بكتابة هذة الاغنية في وقت صعب في حياته، في مقابلة قال: «Baby Baby انها مختلفة قليلا، ليس لأني اخذت وقت صعب في صنعها ولكن لأنني صنعتها في وقت صعب، لهذا لدي شعور خاص تجاهها».
في مارس 2016، ظهر تيهيون في برنامج مدرسة ممثل على tvN ، البرنامج الترفيهي شارك فيه 7 ممثلين يمرون ب عدة تدريبات بقيادة الممثل بارك شين يانق لتطوير مهارات التمثيل لديهم.
في أكتوبر 2016 اعلنت وكالة وايجي YG Entertainment بأن نام تيهيون سيقوم بالتوقف عن أنشطة الفرقة لتلقي العلاج لصحته النفسيه
كنتيجة عودة وينر تأجلت لوقت غير محدد.
في 25 نوفمبر تم التصريح بأنه غادر الفرقة وتم إلغاء عقده مع وكالة وايجي. في اليوم التالي قام بنشر رسالة بخط يده في حسابه الشخصي على انستقرام تحتوي على اعتذاره، وقام ب شكر المعجبين ووعدهم ان يعود للمجال الموسيقي ومشاريع أخرى.

### 2017 حاليا - المشاريع الحاليه
نام تيهيون مستمر في مشاركة أعماله الموسيقيه في حسابه الشخصي على SoundCloud ، من ضمنها كوڤر لأغنية Radiohead's Creep ، و Park Hyo-shin beautiful tomorrow
مصدر الهامة موسيقيا يأتي من أنواع موسيقيه عديده وفنانين عدة مثل نيرڤانا، فرقة البيتلز، ذا رولينغ ستونز، BB king ، Eric Clabton . في 8 يناير حصلت اغانيه في الساوندكلاود على أكثر من مليون استماع.
في 5 يناير، قام بفتح حساب في Tumblr . ليشارك ما يلهمه، افكاره ومايفعله من فن.

## الحياة الشخصية
تيهيون لديه أخ اصغر نام دونقهيون، والذي يشاركه نفس الاهتمامات.
و يمتلك قطتين هما Barley و Polly .

## حقوق الإنتاج
| Year | Artist | Song                        | Role                      | Album                            |
| ---- | ------ | --------------------------- | ------------------------- | -------------------------------- |
| 2013 | Team A | "Go Up"                     | Co-Lyricist & Co-Composer | WIN: Who Is Next, "Final Battle" |
| 2013 | Team A | "Just Another Boy"          | Co-Lyricist & Co-Composer | WIN: Who Is Next, "Final Battle" |
| 2014 | Winner | "Confession" (고백하는거야) | Lyricist & Co-Composer    | 2014 S/S                         |
| 2014 | Winner | "But" (사랑하지마)          | Co-Lyricist & Co-Composer | 2014 S/S                         |
| 2014 | Winner | "Tonight" (이 밤)           | Co-Lyricist & Co-Composer | 2014 S/S                         |
| 2016 | Winner | "Sentimental" (센치해)      | Co-Lyricist & Co-Composer | EXIT : E                         |
| 2016 | Winner | "Baby Baby"                 | Co-Lyricist & Composer    | EXIT : E                         |
| 2016 | Winner | "I'm Young" (좋더라)        | Lyricist & Co-Composer    | EXIT : E                         |

## Discography

### سينقلز ك مغني رئيسي
| Year | Title                            | Peak chart positions | Peak chart positions | Sales          | Album  |
| Year | Title                            | KOR                  | US World             | Sales          | Album  |
| ---- | -------------------------------- | -------------------- | -------------------- | -------------- | ------ |
| 2016 | "Pricked" (사랑가시) (with Mino) | 7                    | 4                    | - KOR: 176,652 | EXIT E |
| 2016 | "I'm Young" (좋더라)             | 30                   | —                    | - KOR: 61,291  | EXIT E |

### اغاني مشارك بها
| Year                                                                         | Title                                                            | Peak chart positions | Sales | Album                 |
| Year                                                                         | Title                                                            | JPN                  | Sales | Album                 |
| ---------------------------------------------------------------------------- | ---------------------------------------------------------------- | -------------------- | ----- | --------------------- |
| 2014                                                                         | "Spoiler" (Japanese Mix) Epik High (featuring Taehyun of Winner) | —                    | —     | Shoebox Japan Edition |
| "—" denotes releases that did not chart or were not released in that region. |                                                                  |                      |       |                       |

## روابط خارجية
- نام تيهيون على موقع ميوزك برينز (الإنجليزية)
- نام تيهيون على موقع ديسكوغز (الإنجليزية)
- نام تيهيون على موقع قاعدة بيانات الفيلم (الإنجليزية)